# فزلي
فزلّي (بالإنجليزية: Mikiel Anton Vassalli)‏ (1764 - 1829 م) هو كاتب وفيلسوف ولغوي من أهل مالطة.
ابتدع فزلي علامات مصطنعة خاصة من أجل التعبير عن أصوات اللغة المالطية، كما كتب المالطية بالحروف اللاتينية. وكان يرى أن أصل اللغة المالطية هو پونيٌّ، غير أن الرأي السائد هو أن اللغة المالطية هي إحدى اللهجات العربية الممزوجة باللغة الإيطالية خصوصاً.